# Червоний квадрат
«Червоний квадрат» — картина  російського та українського художника-авангардиста Казимира Малевича, написана в 1915 році. Названа на звороті «Жінка в двох вимірах». Є червоний чотирикутник на білому тлі, що дещо відрізняється за формою від квадрата.
Експонувався на виставці 1915 року. У каталозі виставки 1915 року він дістав другу назву — «Живописний реалізм селянки в двох вимірах».
Нині знаходиться в Російському музеї.

## Сенс картини
У 1920 році Малевич писав про цю картину, що «в гуртожитку він набув ще значення» «Як сигнал революції».
Ксана Бланк порівнює супрематизм Малевича з творчістю Льва Толстого. Зокрема, в розповіді Толстого «Записки божевільного» описується кімната, де Федір починає відчувати смертельну тугу: «Чисто вибілена квадратна кімнатка. Як, я пам'ятаю, тяжко мені було, що кімнатка ця була саме квадратна. Вікно було одне, з гардинкою — червоною». Тобто, червоний квадрат на білому тлі є, по суті, символом туги. Сам Малевич пояснював концепцію свого першого «Чорного квадрата», що «квадрат — почуття, білий простір — порожнеча за цим почуттям». Ксана Бланк приходить до висновку, що, як і в розповіді Толстого, червоний квадрат на білому тлі графічно зображує страх смерті й порожнечі.